# Französische Besatzungszone

Französische Besatzungszone und französischer Sektor von Berlin ab 8. Juni 1947
(hellblau: das 1946 ausgegliederte Saarland)

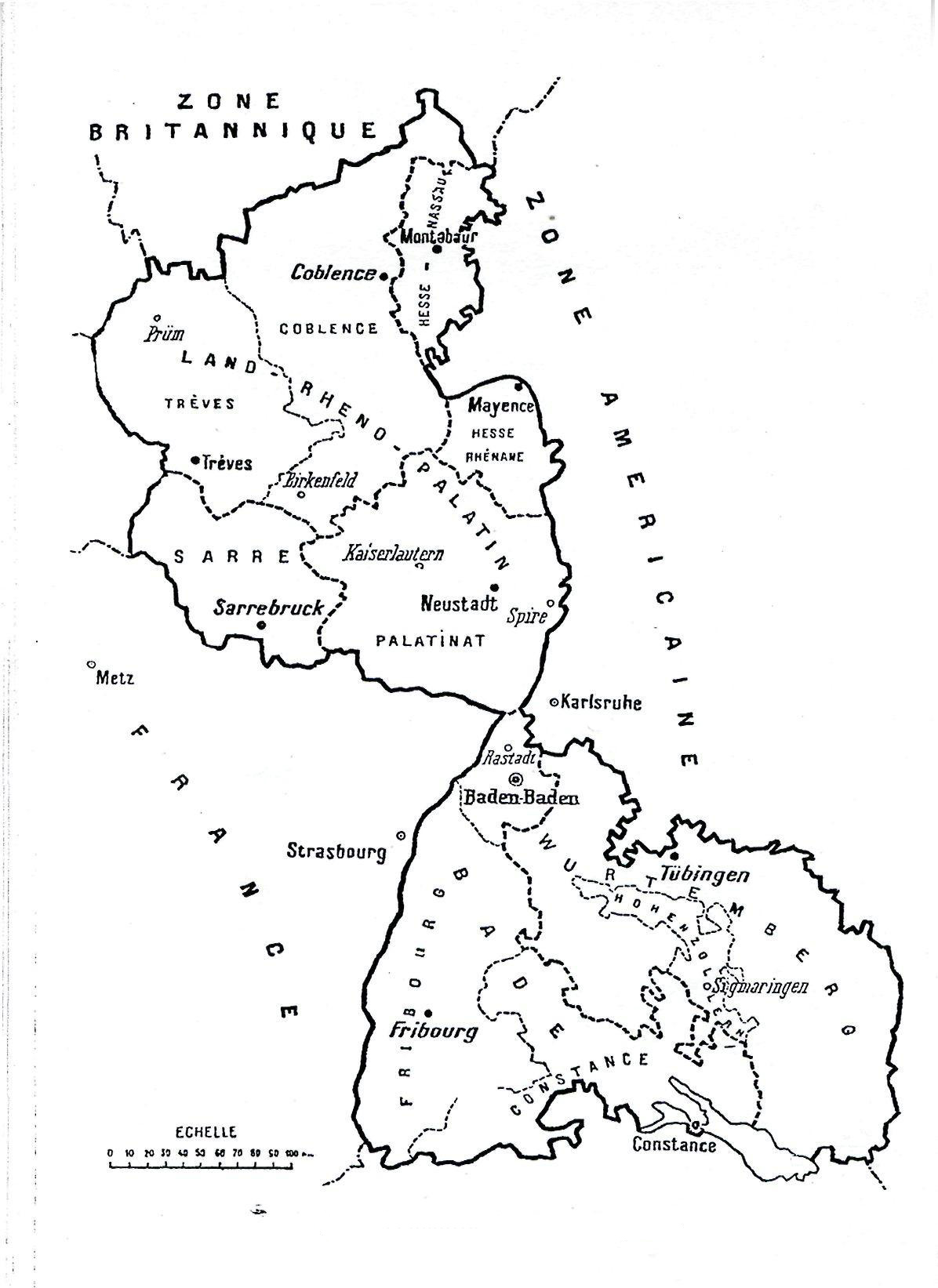
Die ehemaligen deutschen Provinzen und Landesteile, 1945 zusammengelegt zur französischen Besatzungszone

Die französische Besatzungszone war ein Teilgebiet Deutschlands, das nach dem Ende des Zweiten Weltkriegs von Frankreich als einer der Hauptsiegermächte der Anti-Hitler-Koalition besetzt wurde. Die französische Besatzungszone war damit eine von vier Besatzungszonen in Deutschland nach dem Krieg. Die Nordzone war aus dem südlichen Teil der Rheinprovinz, dem westlichen Teil von Nassau, dem linksrheinischen Teil Rheinhessens und der Rheinpfalz und die Südzone aus Württemberg-Hohenzollern, Südbaden und dem bayerischen Landkreis Lindau gebildet worden. Bis 1947 war auch das Saarland Teil der französischen Zone.

## Vorgeschichte

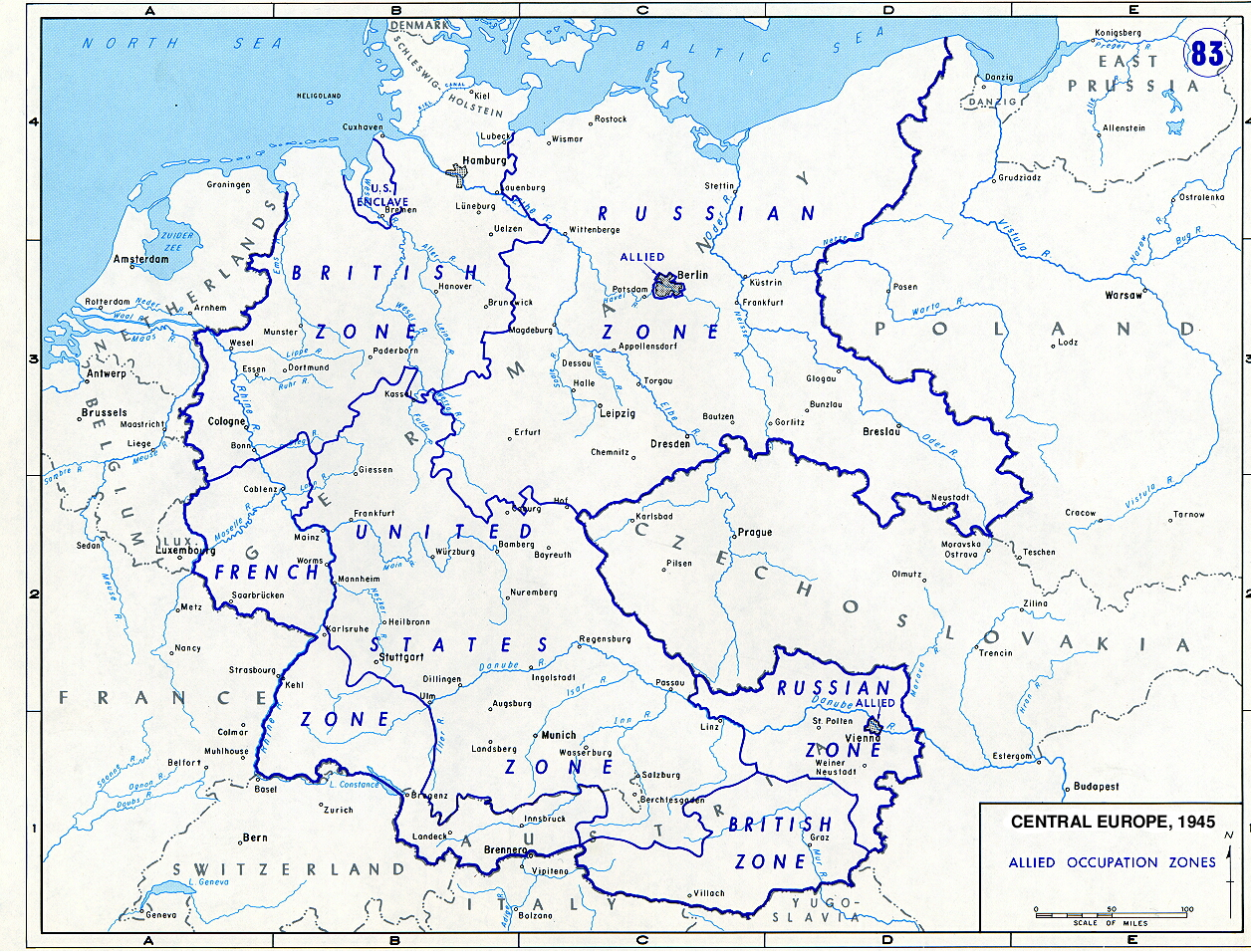
Zentraleuropa 1945 mit den vereinbarten Besatzungszonen der Alliierten

Während der Konferenz von Jalta im Februar 1945 hatten die drei Hauptmächte der Anti-Hitler-Koalition beschlossen, ein Gebiet aus der britischen und der amerikanischen Besatzungszone zu bestimmen, das durch französische Streitkräfte besetzt werden könnte. Über seine Größe sollte Frankreich konsultiert und die Entscheidung dann von Amerikanern und Briten getroffen werden. Die Provisorische Regierung Frankreichs wurde eingeladen, Mitglied des Alliierten Kontrollrats für Deutschland zu werden.
Auf Grund der wiederholt vorgebrachten Forderungen von Charles de Gaulle und der Vermittlung von Winston Churchill hatte Frankreich gegen den Widerstand Stalins und Franklin D. Roosevelts den Status einer Siegermacht erlangt, De Gaulle seinerseits sah in der amerikanischen Europapolitik ein imperialistisches Bestreben, den Kontinent ihren Interessen gemäß zu ordnen. Er bestand auf Frankreichs Mitwirkung bei einer Nachkriegsordnung Europas. Nachdem französische Truppen im April 1945 umfangreiche Gebiete im Süden Deutschlands besetzt hatten, erhielt Frankreich im Juni 1945, sechs Wochen nach der Kapitulation der Wehrmacht, formell auch eine eigene Besatzungszone in Süddeutschland, deren Regelung von der EAC zur Entscheidung auf der Potsdamer Konferenz vorbereitet worden war.
General de Gaulle – seit Oktober 1944 Präsident einer völkerrechtlich anerkannten französischen Regierung aus Kommunisten, Sozialisten und Konservativen – folgte nach der militärischen Katastrophe von 1940 der Vision, Frankreichs einstige Bedeutung als europäische Großmacht wiederherzustellen. Die Sicherheit vor einem aggressiven Deutschland hatte für Frankreich dabei eine wesentlich höhere Bedeutung als sie es für die „Großen Drei“, Großbritannien, die Vereinigten Staaten und die Sowjetunion war. De Gaulles Verständnis der deutschen Geschichte ließ ihn unterscheiden zwischen dem „großen deutschen Volk“ der verschiedenen Stämme und dem von einem Lande (d. h. Preußen) dominierten „Unruheherd deutscher Nationalstaat, wie er sich 1866, 1870 und 1914 gezeigt hatte“.
De Gaulles Deutschlandpolitik nach der Befreiung Frankreichs 1944 war daher der Eintritt in den Krieg an der Seite der Alliierten, „ohne sich ihnen bedingungslos unterzuordnen“, die Auflösung des Reichs und Neuordnung in Einzelstaaten, die Entnazifizierung der deutschen Bevölkerung und die Einrichtung einer Demokratie unter zeitlich unbegrenzter alliierter Oberhoheit.
Spätestens 1943 begannen Politiker des Freien Frankreich mit Überlegungen zum Umgang mit der künftigen Besatzungszone in Deutschland. Von deren Einrichtung wurde analog zum Ende des Ersten Weltkriegs ausgegangen. Die Exilregierung wollte Teile der Region aber auch dauerhaft an Frankreich binden. Im Mittelpunkt der Überlegungen stand dabei die Saarkohle. Diese sollte einerseits Frankreich zugutekommen, das vor dem Zweiten Weltkrieg der weltweit größte Kohleimporteur gewesen war, und das nahe lothringische Montanquartier fördern. Andererseits sollte die Kohle der deutschen Schwer- und Rüstungsindustrie entzogen werden, um einen erneuten wirtschaftlichen und militärischen Aufstieg Deutschlands in Zukunft zu bremsen.
Verschiedene Varianten wurden diskutiert. Als unbefriedigend wurde eine Regelung analog zur Völkerbundszeit im Saargebiet von 1920 bis 1935 empfunden, weil in dieser Phase nur geringe Mengen Kohle nach Frankreich geliefert worden waren. Jean Monnet schlug im Sommer 1943 einen europäischen Staat der Schwerindustrie unter der Kontrolle mehrerer anderer europäischer Staaten vor, dem neben dem Industrierevier Rhein-Ruhr, dem Rheinland und Luxemburg auch das Saarland angehören sollte, konnte sich damit aber nicht durchsetzen. Diese Idee vertrat de Gaulle zunächst auch auf internationaler Ebene. Im Verlauf des Jahres 1944 legten sich französische Regierungsberater aber auf einen Rheinstaat fest, der auf vormals deutschem Gebiet entstehen, aber nicht europäisch, sondern französisch dominiert sein sollte. Im Verlauf dieser Konzeption rückte der Umgang mit der ansässigen Bevölkerung im Saargebiet stärker in den Blickpunkt. In einem Memorandum eines Expertenrats von Ende 1944 an die französische Regierung wurde die vollständige Vertreibung der deutschsprachigen Bevölkerung angeregt, von rund 800.000 Personen. Dabei wollte man auf der bereits durch das Deutsche Reich vorgenommenen Evakuierung aufgrund der Kriegsentwicklung aufbauen.
Die Rheinstaat-Idee brachte Charles de Gaulle Ende 1944 selbst zu Fall, indem er Stalin eine Internationalisierung des Ruhrgebiets anbot. Damit stand ein wichtiges Territorium nicht mehr für einen Rheinstaat zur Verfügung. Zugleich rückte für das Saarland aber eine Annexion durch Frankreich in den Blickpunkt. Eine Denkschrift des französischen Außenministeriums forderte im März 1945 entsprechend „zumindest eine Zollunion“ des Saargebiets mit Frankreich. Der außenpolitische Ausschuss der beratenden Nationalversammlung stimmte kurz darauf ausdrücklich einer Annexion als Ausgleich für die wirtschaftlichen Schäden zu, die Frankreich durch Krieg und Besatzung erlitten hatte. Die Kriegsentwicklung erschwerte allerdings eine Umsetzung. Nachdem das Saargebiet durch US-amerikanische Truppen besetzt worden war, kehrte die evakuierte und geflohene Bevölkerung zurück. Auch wurde der französischen Regierung klar, dass bei einer kompletten Vertreibung der Saarländer keine Arbeitskräfte für den Weiterbetrieb der Kohleförderung zur Verfügung gestanden hätten – zumindest für die Dauer der praktischen Abwicklung eines Bevölkerungsaustauschs. Damit wurde eine Lösung plausibler, die seit Ende 1944 diskutiert und von Léonce Abel Verdier, dem ehemaligen Generalkonsul Frankreichs an der Saar, ausformuliert worden war: Es sollte ein Übergangsregime installiert werden, das durch einen teilweisen Bevölkerungsaustausch zwischen dem französischen Kerngebiet und dem Saarland sowie Kulturpolitik und Propaganda eine schnelle Assimilierung auslösen sollte. Teile des geplanten Maßnahmenpakets waren die Ausweisung unerwünschter Personen nach Deutschland, französischsprachiger Schulunterricht, universitäre Ausbildung ausschließlich in Straßburg, die Überführung deutscher Anteile an den Hüttenwerken in französische Hand, eine volle Integration in das französische Zoll- und Währungssystem und der Anschluss der katholischen und protestantischen Kirche an die entsprechenden Strukturen in Frankreich.

## Eroberung und Besetzung 1945

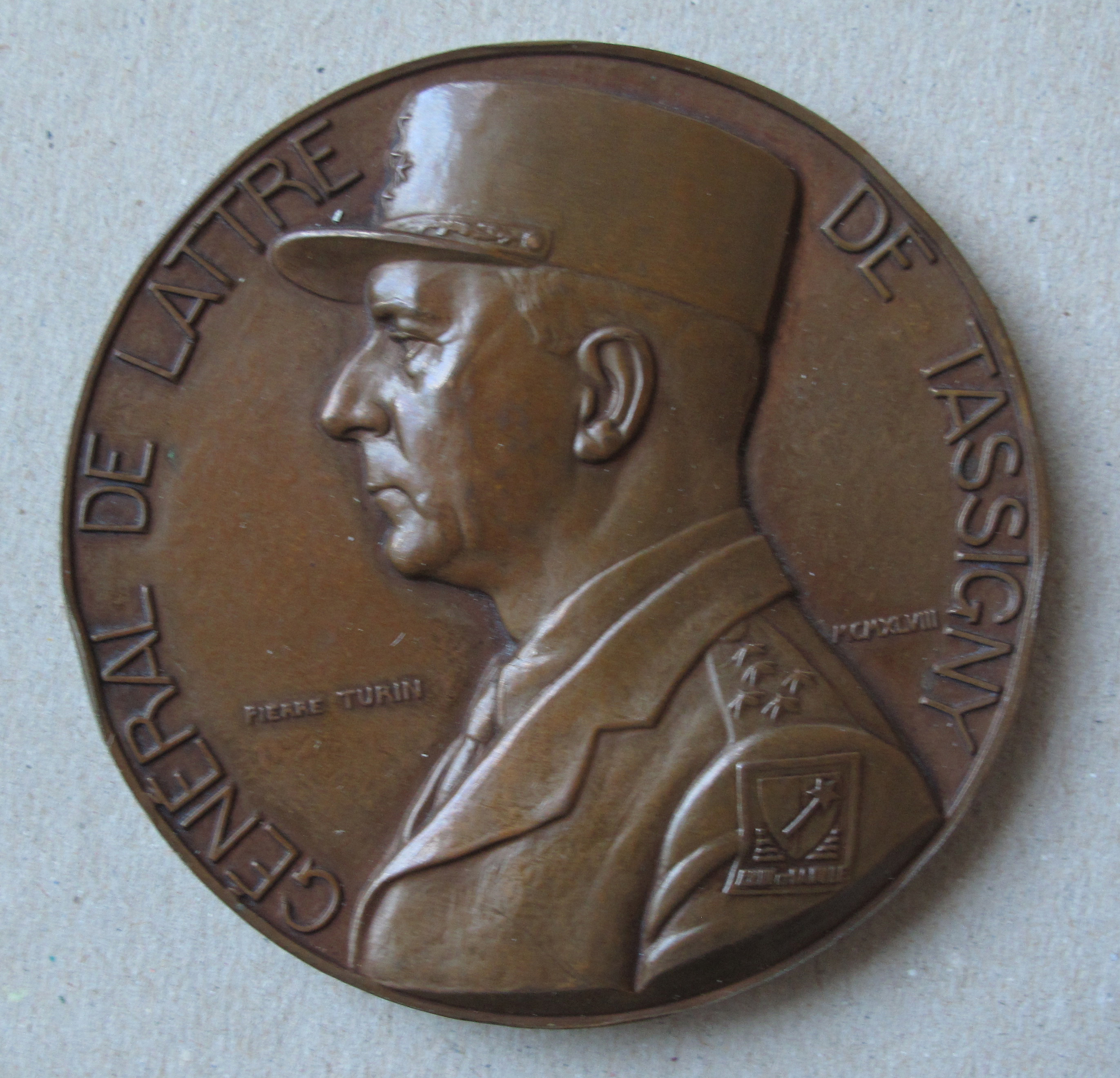
Gedenkmedaille mit Porträt des Generals de Lattre de Tassigny. Bronze. Medailleur Pierre Turin.

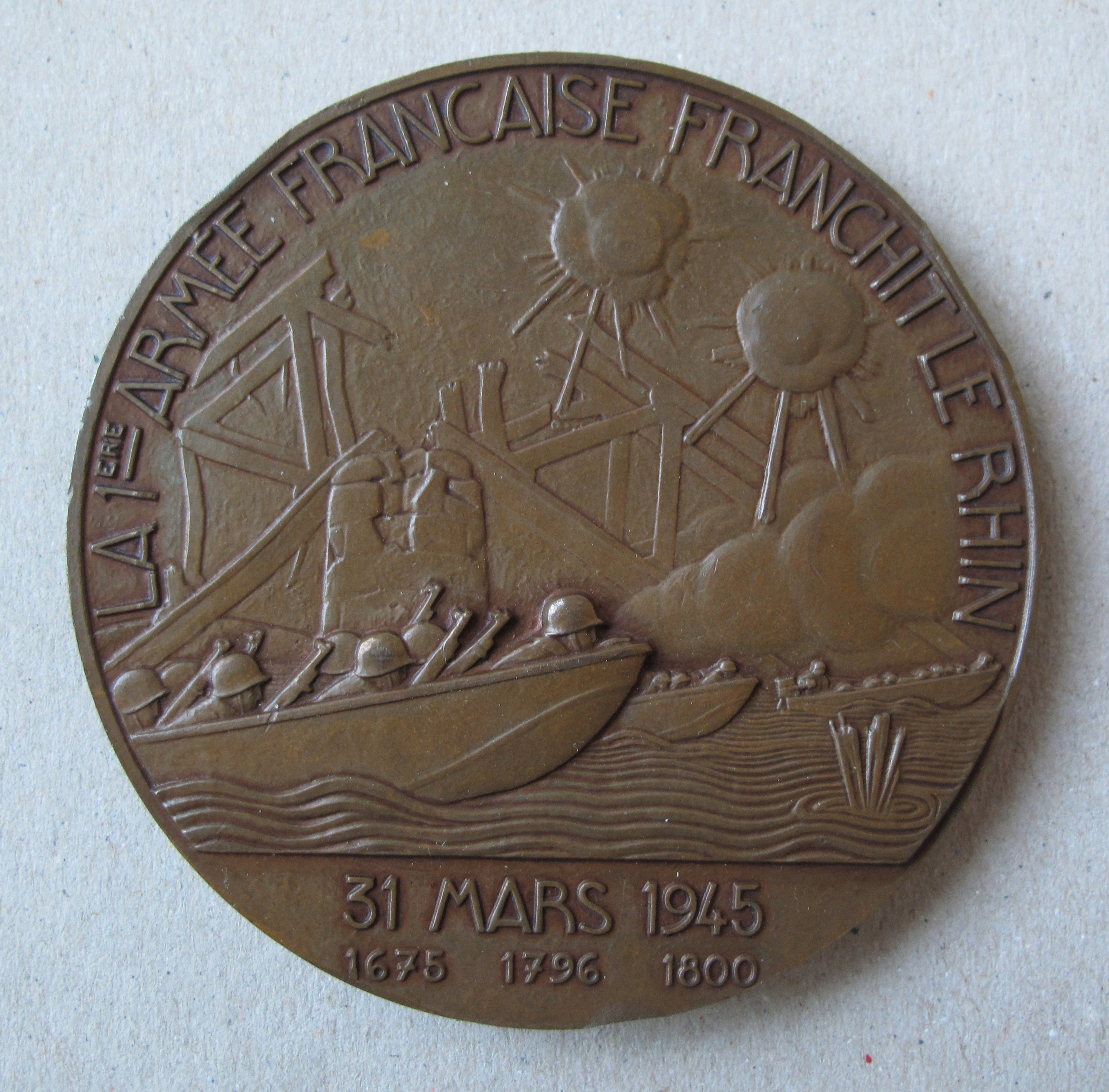
Rückseite der Gedenkmedaille:
„Die 1. Französische Armee überquert den Rhein. 31. März 1945.“
Die Jahreszahlen darunter erinnern an die Rheinübergänge von Marschall Turenne (1675) und General Moreau während des Ersten (1796) und Zweiten Koalitionskriegs (1800).

Die linksrheinischen Gebiete Deutschlands wurden von der 1., 3. und 7. US-Armee bis März 1945 von Frankreich aus erobert. Von Südfrankreich kommend, erreichte auch die Spitze der französischen 1. Armee (armée de Rhin et Danube), angegliedert an die 6. US-Heeresgruppe, Ende März die deutsch-französische Grenze im Raum Karlsruhe. Bereits am 18./19. März hatten Soldaten der 3. Algerischen Infanteriedivision unter Generalleutnant Goislard de Montsabert als ersten von Franzosen gewonnenen deutschen Ort das südpfälzische Scheibenhardt an der Lauter erobert. Im Verein mit amerikanischen Truppen der 7. US-Armee wurde die Pfalz bis Speyer eingenommen. Am 29. März hatte de Gaulle den oberkommandierenden General de Lattre de Tassigny angewiesen, „den Rhein zu überqueren, selbst wenn die Amerikaner dagegen sind“. Aus dieser Aufforderung de Gaulles folgten eigenmächtige Entscheidungen, die Nichtbeachtung der Operationspläne der kommandoführenden 6. US-Heeresgruppe und ein Wettlauf mit den US-Streitkräften um Geländegewinne. Die Kommandeure hielten sich nicht an die Trennungslinie Autobahn Karlsruhe–Ulm, die den Amerikanern einen nördlichen und den Franzosen einen südlichen Teil Württembergs zur Besetzung zugewiesen hatten. Die Franzosen erreichten am 21. April Stuttgart und übergaben die Stadt erst nach mehrfachen Aufforderungen am 8. Juli den Amerikanern, nachdem General Eisenhower damit gedroht hatte, die Versorgung der französischen Truppen einzustellen.
Bis Ende April waren die Franzosen über den Schwarzwald und nördlich des Bodensees bis nach Vorarlberg und Tirol vorgedrungen, um einen Anschluss an ihre österreichische Besatzungszone zu schaffen. Anfang Mai 1945 kapitulierten die Reste der deutschen 19. Armee in Innsbruck und der Krieg im Südwesten war beendet.
Die französischen Truppen begingen nach dem Rheinübergang in den Gebieten, die sie noch vor der deutschen Kapitulation besetzten, in den ersten Tagen regelmäßig Plünderungen, in zahlreichen Fällen Tötungen und auch Massenvergewaltigungen. Die französischen Offiziere ließen ihre Truppen teils gewähren, griffen erst nach einigen Tagen ein, dann oft drastisch, indem sie Soldaten ohne Gerichtsverfahren exekutieren ließen. Zahlreiche lokale Berichte bezeugen dies. In Reutlingen ließ der Hauptmann des Sicherheitsdienstes der französischen Armee Max Rouché – von Beruf Professor der Germanistik in Bordeaux – am 24. April 1945 als Repressalie auf den vermuteten Attentatstod eines französischen Soldaten, der wahrscheinlich durch einen Verkehrsunfall starb, vier deutsche Zivilisten als Geiseln exekutieren.
In den eroberten und besetzten Gebieten bildeten Militärkommandanturen örtliche Regime mit weitreichender Machtfülle, da von der französischen Regierung noch keine verbindlichen Zuständigkeiten vorgegeben waren. In dem entstandenen Machtvakuum handelten die Militärs auf eigene Faust. Mit ihrem Auftreten und Regime erinnerten sie an die Generäle der Französischen Revolution, die ab 1792 im Ersten Koalitionskrieg das linke Rheinland erobert hatten und es zur Versorgung ihrer Truppen ausplünderten.
Das Verhalten der Franzosen gegenüber der deutschen Bevölkerung war in der anfänglichen Besatzungszeit bestimmt von Furcht vor Sabotageakten, Vergeltung für vier Jahre deutscher Besatzung im Mutterland und Zweifel an einem wirklichen Ende des Nationalsozialismus. Die ersten armeeinternen Instruktionen und die öffentlichen Bekanntmachungen belegen die Rechtlosigkeit der Bevölkerung und erwarteten ein widerspruchsloses Befolgen von Anordnungen des Militärs. Im Regierungsbezirk Koblenz wurde 1945 zum Beispiel die Hinrichtung von jeweils zehn Deutschen für einen verwundeten oder getöteten französischen Soldaten angedroht. Der Landrat von Mainz reklamierte, „dass die einzelnen Truppenteile nach Belieben auf den einzelnen Dörfern requirieren, […] es werden wahllos Jungkälber und Ferkel abgeschlachtet“. Die willkürliche Behandlung der Bevölkerung und eigenmächtiges Requirieren wurden aber von höheren Offizieren mit Disziplinarstrafen geahndet und dazu aufgerufen, den Deutschen „die Stärke, Würde und Disziplin Frankreichs zu vermitteln“.

## Gebiet

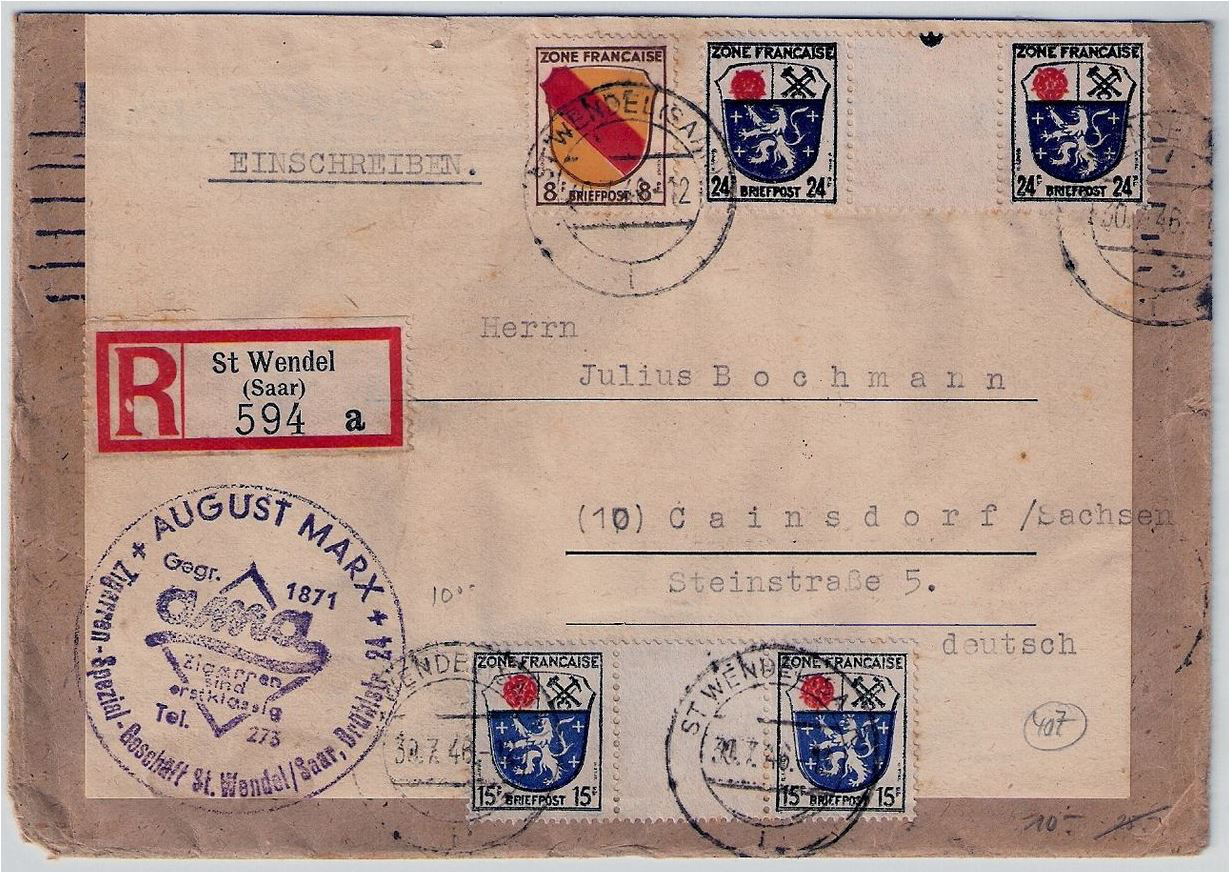
Einschreiben aus St. Wendel im Saarland an Julius Bochmann, mit Briefmarken der Zone française (1946)

Die französische Besatzungszone in Deutschland wurde aus Teilen der von amerikanischen und französischen Truppen eroberten west- und südwestdeutschen Zonen gebildet, in die Deutschland nach der bedingungslosen Kapitulation der Wehrmacht von den Vier Mächten eingeteilt worden war. Ab Juli 1945 wurden die südwestdeutschen Gebiete der britischen und amerikanischen Besatzungszone gemäß Berliner Erklärung und Zonenprotokoll vom 5. Juni 1945 an die Franzosen übergeben.
Die Zonengrenzen waren ohne Bezug auf historisch gewachsene Verläufe vielfach willkürlich festgelegt. So wurde die ehemalige preußische Rheinprovinz geteilt in einen britischen nördlichen Teil und einen französischen südlichen Teil. Weiter südlich bildete der Rhein eine neue Grenze zwischen der französisch besetzten Stadt Mainz und ihren dann amerikanisch besetzten rechtsrheinischen Stadtteilen. Ein weiterer Grenzverlauf zwischen der amerikanischen und der französischen Zone war die aus rein logistischen Gründen gebildete Grenze entlang der Autobahn Karlsruhe–Ulm. Die so entstandene französische Zone bestand aus zwei annähernd gleich großen Dreiecken, die südlich von Karlsruhe an der Mündung der Lauter in den Rhein zusammentrafen. Da dort keine Rheinbrücke vorhanden war, war der Transit nur über 15 Straßenkilometer von Mörsch nach Maxau durch amerikanisch besetztes Gebiet und über eine von den Amerikanern kontrollierte Eisenbahnbrücke über den Rhein im Verlauf der Strecke Karlsruhe–Winden möglich.
Die Zone umfasste 8,5 Prozent des Deutschen Reiches in den Grenzen von 1937, was ungefähr einer Fläche von der Größe der Niederlande entsprach. Mit Ausnahmen entlang des Rheins und einiger Städte Württembergs war die Zone eine weitgehend agrarische Landschaft, die weniger unter dem Bombenkrieg gelitten hatte als das übrige Reich. In Ortschaften unter 10.000 Einwohnern waren daher vielfach noch knapp 90 Prozent der Wohngebäude intakt. Die Städte an den großen Bahnlinien, Verkehrsknotenpunkte, Bahnhöfe und auch Industriestandorte lagen dagegen größtenteils in Trümmern. Koblenz war zu mehr als 80 Prozent zerstört. Im Stadtgebiet von Mainz lagen im Mai 1945 1,8 Mio. Kubikmeter Schutt, der von der Bevölkerung mit Schaufeln, Pickeln und Schubkarren weggeschafft werden musste. Im Saargebiet waren 60 Prozent der Schwerindustrie zerstört. Von den Werkshallen der BASF in Ludwigshafen waren nur noch 6 Prozent erhalten. Verkehrswichtige Brücken lagen gesprengt in den Flüssen. Unpassierbar gemachte Tunnel, zerstörte Schienenstränge und von Bombenkratern und Gebäudetrümmern zu Pfaden verengte Straßen hatten die Verkehrsinfrastruktur zusammenbrechen lassen und waren einer der Gründe für die katastrophale Versorgungslage der Bevölkerung bis weit in das Jahr 1948.
Zunächst war das französische Besatzungsgebiet in die Länder (provinces) Baden (Hauptort Freiburg), Württemberg-Hohenzollern (Tübingen), Pfalz-Rheinhessen (Neustadt an der Weinstraße), Rheinland und Hessen-Nassau (Bad Ems) sowie Saar (Saarbrücken) eingeteilt. 1946 entstanden unter der Aufsicht der französischen Militärregierung die Länder Baden, Württemberg-Hohenzollern und Rheinland-Pfalz sowie das Saarland, das bereits im Februar 1946 mit stillschweigender Duldung der Alliierten aus der französischen Besatzungszone ausgegliedert und als Saarprotektorat (Protectorat de la Sarre) einem Sonderregime (Gouvernement Militaire de la Sarre, GMSA) unterstellt wurde, mit dem Ziel, es in das Territorium der IV. Französischen Republik einzugliedern, Im Juli 1946 wurden Teile der Landkreise Trier, Saarburg und St. Wendel aus der französischen Besatzungszone ausgegliedert und dem Saarland angeschlossen. In einigen grenznahen Regionen zu Luxemburg, Belgien und der britischen Besatzungszone z. B. gab es Bestrebungen der Bevölkerung zu einem Austritt aus der Französischen Zone und der Eingliederung in eine als wirtschaftlich besser angesehene Region.
In der Pfalz gab es 1946/47 Bestrebungen für eine Abtrennung dieser Provinz, um „sich für immer von diesem kriegslüsternen Preußen abzuwenden“, wie es auf einer autonomistischen Kundgebung formuliert wurde. Nur geringes Interesse in der Bevölkerung und energische Ablehnung seitens des Militärgouvernements beendeten die separatistischen Pläne.

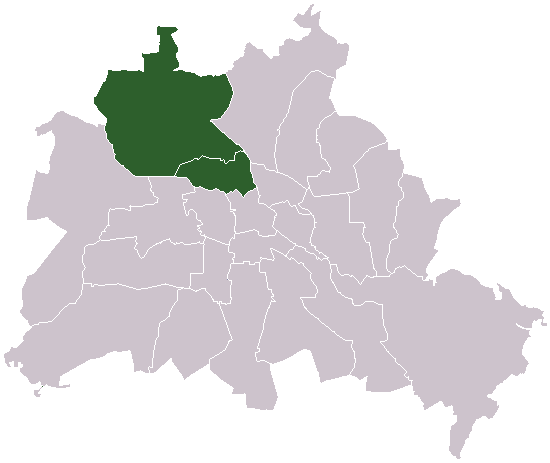
Französischer Sektor in Berlin

Ferner gab es in Berlin einen französischen Sektor in den West-Berliner Bezirken Reinickendorf und Wedding neben den Sektoren der USA, Großbritanniens und der Sowjetunion.
Am 23. Mai 1949 wurden die Länder Rheinland-Pfalz, Baden und Württemberg-Hohenzollern Bestandteil der Bundesrepublik Deutschland. Bereits 1952 fusionierten die Länder Baden und Württemberg-Hohenzollern mit dem von der amerikanischen Militärregierung gebildeten Land Württemberg-Baden zum Land Baden-Württemberg. Das Saarland trat erst 1957, nach Ablehnung des Saarstatuts in einer am 23. Oktober 1955 durchgeführten Volksabstimmung, der Bundesrepublik bei.
Zur französischen Besatzungszone gehörte außerdem der bayerische Landkreis Lindau, der als Bayerischer Kreis Lindau eine Sonderstellung genoss. Dieser Kreis diente als Verbindungskorridor zur französisch besetzten Zone im Westen Österreichs. Der Kreispräsident von Lindau Anton Zwisler war den Ministerpräsidenten der Länder in der französisch besetzten Zone formal gleichgestellt. Die Wiedereingliederung des Landkreises nach Bayern erfolgte erst am 1. September 1955.

## Militärregierung und Zivilverwaltung

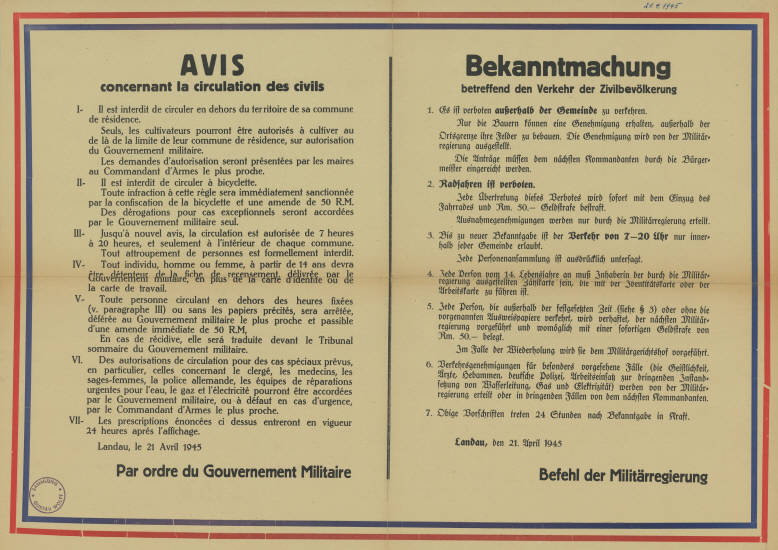
Bekanntmachung betreffend den Verkehr der Zivilbevölkerung, ausgegeben von der Militärregierung am 21. April 1945

Der erste Militärgouverneur und Oberbefehlshaber der französischen Besatzungstruppen in Deutschland war Jean de Lattre de Tassigny, Oberbefehlshaber der 1. Französischen Armee (später: Rhin et Danube). De Lattre wurde im Juli 1945 abberufen. Auslöser oder Gründe dafür waren wohl sein extravaganter Kommandostil („der ungekrönte König von Lindau“) und häufige Vetos im Alliierten Kontrollrat. Sein Nachfolger wurde Pierre Kœnig, der das Amt des Commandant en chef français en Allemagne der französischen Besatzungszone bis zum 21. September 1949 innehatte. Sitz der zentralen Militärregierung (Gouvernement militaire de la zone française d’occupation) war seit Ende Juli 1945 Baden-Baden. Im September 1945 wurden die fünf regionalen Militärregierungen (Délégations Supérieures) in Württemberg-Hohenzollern, Südbaden, Hessen-Pfalz, Rheinland-Hessen-Nassau und dem Saarland eingerichtet.
Die Arbeit der Besatzungsverwaltung litt anfänglich unter den Kompetenzstreitigkeiten zwischen den Berufsmilitärs der regulären Armee und den aus Zivilberufen kommenden, oft in Verwaltungsdingen erfahrenen Führungskräften aus der Résistance. Der Richtungsstreit zwischen General Kœnig und seinem Chef der Verwaltung Émile Laffon ist hierfür zu einem bekannten Beispiel geworden. Für die Zivilverwaltung wurden Gouverneure eingesetzt, wie z. B. Claude Hettier de Boislambert für die ehemaligen preußischen Regierungsbezirke Trier und Koblenz, aus denen zum 3. Januar 1946 das Oberpräsidium Rheinland-Hessen-Nassau gebildet wurde. In der französischen Zone gab es eine bürokratisch enge, oft mit einer Siegermentalität behaftete Reglementierung der Bevölkerung; in der britischen und amerikanischen Zone wurde das öffentliche Leben bald wiederhergestellt.
Zur Zonenverwaltung wurden ab 31. Juli 1945 (soweit personell noch vorhanden) die unteren Verwaltungsebenen der Regierungsbezirke, Land- und Stadtkreise und der Gemeinden genutzt. Verantwortlich für die Ausführung der Besatzungsanweisungen waren Präsidenten der Regierungsbezirke des ehemaligen Deutschen Reiches. Ihre Hauptaufgabe war, neben der Verwaltung eines Mangels nahezu aller lebenswichtigen Güter und dem Beginn eines Wiederaufbaus, die Ausführung von Anweisungen und Sonderwünschen der Besatzungsmacht, die 1946 mit annähernd einer Million Menschen – Militärs und Angehörige – die Versorgungslage verschlechterten.
Eine Art Regierung bildeten Generaldirektorate für Wirtschaft, Verwaltung, Finanzen, Abrüstungskontrolle und Justiz mit Sitz in Baden-Baden. Mit der Neugründung der Länder Rheinland-Pfalz, Baden und Württemberg-Hohenzollern 1946 wurden Gouverneure die obersten Vertreter der Besatzungsmacht. Gouverneur für Rheinland-Pfalz war Claude Hettier de Boislambert, Gouverneur für Baden Pierre Pène und Gouverneur für Württemberg-Hohenzollern Guillaume Widmer. Ihnen unterstanden weitgehend bis zur Einrichtung des Besatzungsstatutes 1949, auf deutscher Seite die Ministerpräsidenten der Länder.
Mit Bildung der Alliierten Hohen Kommission, mit Sitz auf dem Petersberg bei Bonn im September 1949 wurde das Amt der Militärgouverneure durch das Amt des Hohen Kommissars abgelöst. Hoher Kommissar für die französische Besatzungszone war André François-Poncet vom 10. August 1949 bis zum 5. Mai 1955. Im Zuge dessen wurde auch der Sitz der französischen Besatzungsverwaltung von Baden-Baden auf den Petersberg verlegt.

## Annexionspläne im Saargebiet und Ausscheiden aus der Besatzungszone
Im Saargebiet und dem nachfolgenden Saarland wurden neben der französischen Militärverwaltung verschiedene Beauftragte der französischen Regierung mit der Umsetzung einer zu diesem Zeitpunkt noch geplanten Annexion betraut. Allerdings verging das Jahr 1945 weitgehend mit der Erörterung des Vorgehens. Inzwischen verschlechterte sich die politischen Rahmenbedingungen, weil insbesondere die US-Öffentlichkeit mit Ablehnung auf die anlaufende Vertreibung der Deutschen aus Osteuropa reagierte. Die französische Regierung ging zu diesem Zeitpunkt davon aus, dass im Saargebiet die Vertreibung von rund 200.000 Deutschen notwendig sein würde.
Als am 20. Januar 1945 Charles de Gaulle als Präsident zurücktrat, war damit der wichtigste Treiber der Annexionspläne entfallen. Sein Nachfolger Félix Gouin war zudem Sozialist und damit Angehöriger der einzigen größeren Partei, die die Saar-Annexion weitgehend ablehnte. Zwar wurden die Pläne de Gaulles zumindest formal weiter verfolgt, doch insbesondere in Verhandlungen mit den USA und Großbritannien nahmen Regierungsvertreter zunehmend Abstand von der Idee der politischen Integration des Saargebiets in den französischen Staatskörper. Der Mitte 1946 auf Gouin folgende Präsident Georges Bidault hatte zwar zuvor als Außenminister die Annexion vorangetrieben und hielt formal an ihr fest, doch nutzte die politische Komponente vor allem als Drohkulisse gegenüber den Verbündeten, um wenigstens die wirtschaftliche Integration des Saarlands und vor allem seiner Montanindustrie durchzusetzen.
Inzwischen war die kulturpolitische Verankerung eines Anschlusses an Frankreich zumindest teilweise gelungen. Dem im Februar 1946 gegründeten Mouvement pour le Rattachement de la Sarre à la France schlossen sich binnen Wochen schätzungsweise rund 50.000 Menschen an. Am 2. Juli 1946 erfolgte die seit Jahren diskutierte Ausweisung unerwünschter Deutscher, allerdings mit 504 Personen um Dimensionen kleiner als zuvor veranschlagt. Mit einer Anordnung vom 18. Juli wurden dem Saargebiet 147 Gemeinden der Landkreise Saarburg, Trier-Land, Wadern und Birkenfeld zugeschlagen, um dem industriell geprägten Kerngebiet landwirtschaftliche Kapazitäten zuzuordnen und das Gebiet bei einer Lösung aus Deutschland überlebensfähig zu machen. Auf der anderen Seite verschlechterten sich mit einer zunehmenden wirtschaftlichen Erholung des besetzten Deutschland und der Zulassung deutscher Parteien im weiteren Jahresverlauf die Rahmenbedingungen für eine Annexion weiter.
Bidault und seine Beauftragte verhandelten im Herbst 1946 intensiv sowohl mit den französischen Sozialisten, den USA, Großbritannien und der UdSSR als auch mit den deutschen Parteien im Saargebiet. Eine politische Annexion lehnten alle diese Gruppen mehr oder minder entschieden ab. Als Lösung zeichnete ab, dass die wirtschaftliche Integration des Saargebiets in Frankreich vorangetrieben werden konnte, aber eine Zollgrenze geschaffen werden und die politische Zukunft des Saarlands ausdrücklich offen bleiben musste. Im Gegenzug stimmte Frankreich der Gründung der Bizone zu und verzichtete auf die Internationalisierung des Ruhrgebiets. In der Nacht zum 23. Dezember 1946 wurden Zollgrenzen zwischen dem Saargebiet und der französischen Besatzungszone errichtet. Die politische Annexion des Saarlands war damit gescheitert und das Saargebiet schied aus der französischen Besatzungszone aus.
Insgesamt erfolgte bis Ende 1947 die Ausweisung von 1820 Personen. Bis Ende 1949 wurden davon nach heftigen Protesten im Saarland 1228 wieder zurückgenommen.

## Requisitionen, Reparationen und Besatzungskosten
Die Beschlüsse der Potsdamer Konferenz im August 1945 zwischen Großbritannien, den Vereinigten Staaten von Amerika und der Sowjetunion enthielten auch die Vereinbarungen zu den deutschen Reparationen zur Wiedergutmachung der von Deutschland verursachten Schäden an der Wirtschaft und dem Vermögen seiner Gegner. Anders als im Friedensvertrag von Versailles 1919 wurde Deutschland nicht zu längerfristigen Zahlungen und Entnahmen aus der laufenden Industrieproduktion verpflichtet, sondern sein gesamtes Auslandsvermögen wurde beschlagnahmt und zwangsverwaltet. Darüber hinaus wurde eine Demontage von Teilen der Industrie geplant. Es war dabei den Mächten überlassen, wie sie ihre Forderungen durchsetzen würden. Frankreich, das sich nicht an das Potsdamer Abkommen gebunden fühlte (besonders die Behandlung Deutschlands als eine Wirtschaftseinheit), verfolgte vor allem die Kompensierung seiner Verluste durch die deutsche Besatzung 1940–1944, die mit 160 Milliarden Reichsmark beziffert wurden. Der Index von Frankreichs Industrieproduktion war von 100 (1929) auf 29 (1944) gefallen, die landwirtschaftlichen Erträge waren 1945 durchschnittlich um bis zu 40 % gesunken und die amtlichen Lebensmittelrationen für einen Erwachsenen in Paris waren 1944 nur 1200 kcal pro Tag. Frankreich hatte daher ein existenzielles Interesse daran, seine Besatzungszone zur Versorgung zu nutzen.
Zur Stärkung seiner heimischen Industrie und Energiebedarfs wurde die Stahlproduktion und Kohleförderung des Saargebietes herangezogen. Zur Versorgung der Truppen, ihrer mitgekommenen Familien und der Bevölkerung im Mutterland wurden die hochwertigeren Landwirtschaftserzeugnisse, Vieh, Textilien usw. requiriert bzw. von der Versorgung der deutschen Bevölkerung abgezweigt. Ein Abholzungsprogramm ging mit bald 350 % über die normalen Hiebansätze hinaus und hinterließ riesige Kahlschlagflächen im waldreichen Südwesten von Deutschland.
Hermann Ebeling, der als Repräsentant des Council of Relief Agencies Licensed to Operate in Germany in der französischen Besatzungszone arbeitete, berichtete unter seinem Pseudonym Henry Wilde in einem Artikel für die in Argentinien erscheinende Zeitschrift Das Andere Deutschland (La Otra Alemania) über die schwarze Einwanderung, unter der vor allem der südliche Teil der Besatzungszone, der Raum um Freiburg und Baden-Baden zu leiden hatte. 

„Überall sind Besatzungstruppen mit ihren Familien untergebracht. Baden-Baden, die Verwaltungshauptstadt der Gesamtzone mit einer Friedensbevölkerung von unter 30.000, beherbergt zwischen 30.000 und 40.000 Franzosen. Die Mitglieder der französischen Besatzung sind hier natürlich viel besser gestellt als in Frankreich, und oft lässt der französische Soldat oder Offizier, dessen Familiensinn sprichwörtlich ist, nicht nur Frau und Kinder nachkommen, sondern auch Eltern und Schwiegereltern mit weitverzweigtem Anhang. Wenn das auch nicht immer ganz legal ist, so ist die schwarze Einwanderung in die Zone doch nicht sehr schwierig. Jedermann weiss darum. Und niemand unternimmt etwas dagegen. Im Januar dieses Jahres belief sich die französische Bevölkerung in der Gesamtzone auf etwa 600.000. Der Strom der Zuwanderer ist noch stetig. Unter solchen Umständen gibt es dann auch in den gut erhaltenen Städten eine entsetzliche Wohnungsnot und […] Ernährungsschwierigkeiten.“

Mit dieser schwarzen Einwanderung einher ging die von der Bevölkerung als weitere Schikane empfundene Requirierung von privatem Mobiliar, Wäsche, Kleidung und kompletten Kücheneinrichtungen. Noch nach drei Jahren Besatzungszeit beklagte sich der Ministerpräsident Peter Altmeier des Landes Rheinland-Pfalz beim Gouverneur Hettier de Boislambert über die fortwährenden Requirierungen, die u. a. zwischen Oktober 1947 und März 1948 mehr als 300.000 Bettlaken, 100.000 Essbestecke, 18.000 Deckenleuchten usw. betrugen. Ein besonderes Ärgernis war, wenn Franzosen bei einer Versetzung oder Rückkehr ins Mutterland die requirierten Gegenstände der Privathaushalte kurzerhand mitnahmen. Dass viele deutsche Haushalte besser ausgestattet waren als ein französischer Durchschnittshaushalt, führte sogar in der Nationalversammlung zu einer Debatte über eine gerechtfertigte Gütermitnahme. Im Unterschied zu den USA und Großbritannien (1946 alleine 80 Mio. Pfund) brauchte Frankreich bis Ende 1947 nichts in seine Zone investieren. Dagegen überstiegen die Kosten der Besatzung die der amerikanischen und britischen Zone und betrugen z. B. im Land Württemberg-Hohenzollern noch 1951 die Hälfte seines Haushalts. 1949 wurden pro Einwohner 104 Deutsche Mark für die Franzosen gezahlt, für die Briten 77 DM und für die Amerikaner 92 DM.
Die französische Besatzungsmacht beschlagnahmte ebenso Vermögenswerte (16 % aus Bankguthaben, Gold, Wertpapieren und Grundbesitz standen Frankreich zu) und Produktionsanlagen (nur 40 % der zugewiesenen Anlagen wurden demontiert). Es war ein Ziel Frankreichs, Deutschland wirtschaftlich und militärisch so zu schwächen, dass es zukünftig nicht mehr zu einer Gefahr für Frankreich werden könne.

## Bevölkerung und Besatzung

### Allgemeine politische Lage
Vierteljährliche Politische Lageberichte der deutschen Regierungspräsidenten und monatliche Bulletins der französischen Oberkommandanturen berichteten ab Herbst 1945 u. a. von der aktuellen politischen Lage, von der Wirtschafts- und Versorgungssituation, der Entnazifizierung, dem Verhältnis der Behörden zur Besatzung und mehr. In Sitzungsprotokollen der Gemischten Kommission – ein erstes, im September 1946 von der französischen Regierung eingerichtetes deutsches Selbstverwaltungsgremium – wurden besondere Vorfälle, Aufgabenverteilung und auch Beschwerden und Rügen festgehalten.
Der Umgang mit der katastrophalen Ernährungs- und Wohnraumversorgung, besonders in den Städten, war bis 1949 ein alles andere überlagerndes Problem der Zonenbevölkerung. „Die Konfrontation mit Armut und Elend erschien den Deutschen unerträglich. In ihrer tiefen Apathie dachten sie mehr an das Essen am nächsten Tag als an die Zukunft Deutschlands“ (franz. Bulletin für den Berichtszeitraum Januar 1946). Ein deutscher Bericht beklagt in dem gleichen Jahr, dass in der Bevölkerung ein Realitätsverlust die Notzustände nicht als die Auswirkungen der eigenen Vergangenheit begreife, vielmehr würden sie den Behörden und der Besatzung angelastet. Noch drei Jahre nach dem Ende des Dritten Reichs war die Bevölkerung weiterhin mit ihren Alltagsproblemen beschäftigt und interessierte sich kaum für eine politische Mitwirkung. Bei der Volksabstimmung über die Verfassung von Rheinland-Pfalz z. B. „dürfe man sich nicht darüber hinweg täuschen, daß die meisten Stimmberechtigten den Inhalt der Verfassung weder kannten noch die verspätete Veröffentlichung des Entwurfs bedauerten“. „Der Deutsche des Jahres 1948 ist noch nicht Demokrat.“

### Wohnen
Der Anteil zerstörten Wohnraums lag in der französischen Zone statistisch etwas niedriger als in der britischen und amerikanischen Zone. In den Groß- und Mittelstädten waren 45 Prozent völlig bzw. teilweise zerstört. Die Zentren von Koblenz, Ludwigshafen, Mainz und anderen verkehrswichtigen Städten waren zu mehr als 70 Prozent zerbombt. Zählte z. B. Koblenz 1939 25.362 Wohnungen, waren es im April 1945 noch 9880. In ländlichen Ortschaften unter 10.000 Einwohnern waren 90 Prozent des Wohnraums noch intakt.
Die Wohnraumbewirtschaftung der Zone war für fast sechs Millionen Deutsche, rund 175.000 Displaced Persons (ehemalige Zwangs- und Fremdarbeiter, entlassene KZ- und Kriegsgefangene usw.) zuständig. Dazu ab 1946 auch für eine Million Soldaten und Zivilisten der Besatzung, für deren Familien die komfortableren, besser eingerichteten Wohnungen zu beschlagnahmen waren; am 30. Juni 1948 berichtete der rheinland-pfälzische Ministerpräsident Altmeier dem französischen Gouverneur de Boislambert von einer Zunahme des beschlagnahmten Wohnraums von 67.083 m². Die Gesamtfläche der beschlagnahmten Wohnungen betrug 1.624.354 m² bei insgesamt 24.294.695 m² vorhandener Wohnfläche.
Um den Wohnungsbedarf der Zonenbewohner zu regeln, wurden alle Personen, die ihren Wohnsitz erst nach 1939 in der französischen Zone aufgenommen hatten (Flüchtlinge und Evakuierte), aufgefordert, die Zone zu verlassen. Im Reg.-Bez. Koblenz z. B. waren das im November 1945 71.719 Personen. Darüber hinaus wehrten sich die deutschen Behörden gegen die Aufnahme von Vertriebenen und Volksdeutschen aus dem Osten und begründeten ihren Widerstand mit Wohnungsmangel und Versorgungsproblemen, aber auch mit der Gefahr einer konfessionellen und andersartigen Überfremdung der einheimischen Bevölkerung. Durch die im Alliierten Kontrollrat beschlossene Aufnahme von Flüchtlingskontingenten hatte z. B. die Nordzone (Rheinland-Pfalz) bis zum Oktober 1948 nur rund 90.000 Personen widerstrebend den Zuzug erlaubt.

### Ernährung
Die Länder der französischen Zone waren schon vor dem Zweiten Weltkrieg trotz ihrer weitgehend agrarischen Struktur auf die Einfuhr von Grundnahrungsmitteln angewiesen. Kriegsbedingte Ausfälle in der landwirtschaftlichen Produktion, die Zerstörungen bei Transportwesen und Verkehrsmöglichkeiten, hatten dramatische Auswirkungen auf die Versorgung der Bevölkerung. Die bereits zu Beginn des Krieges 1939 eingeführte, rationierte Zuteilung von Gütern des täglichen Lebens, musste auch unter der Besatzung weitergeführt werden. Je nach physischer Verfassung oder dem Energieverbrauch im Arbeitsprozess abgestuft, gaben Lebensmittelmarken eine Berechtigung zum Kauf der lebensnotwendigen Lebensmittel – wenn sie denn vorrätig waren. Der illegale Schwarzmarkt und der Tauschhandel mit unterschlagenen Erzeugnissen, besonders von Landwirten, waren alternative Versorgungsmöglichkeiten, die von der Besatzung und den deutschen Behörden verfolgt wurden. 1946 hatte die völlig unzureichende Versorgung mit Lebensmitteln, Brennstoffen und Material für Produktion und Wiederaufbau, die Alliierten veranlasst – insbesondere Amerikaner und Briten – die totale Verelendung Deutschlands mit Hilfsprojekten zu verhindern und die Reparationsleistungen ihrer Zonen an die Sowjetunion und Frankreich zu drosseln. Der von den USA gegründete Marshallplan für den wirtschaftlichen Wiederaufbau Europas war eines der umfangreichsten Hilfsprogramme, das ab 1948 auch Deutschland einschloss. Für die französische Regierung waren die anglo-amerikanischen Maßnahmen, Deutschland als eine wiederherzustellende Wirtschaftseinheit zu behandeln, ein Bruch der ursprünglichen Beschlüsse und des eigentlichen, alliierten Kriegsziels. Sie reagierte darauf mit der Abgrenzung ihrer Zone (siehe Bizone-Trizone). Die Auswirkungen der Spaltung Europas in Ost und West brachte Frankreich wieder zu einer Annäherung an die Besatzungspolitik der Westalliierten. Mit der gemeinsamen Durchführung der Währungsreform im Sommer 1948 begann eine wirtschaftliche Erholung der Westzonen, beginnend vor allem mit der Verfügbarkeit von Nahrungs- und Genussmitteln.

### Entnazifizierung
Im Potsdamer Abkommen vom August 1945 hatten die Alliierten in der Abteilung „Politische Grundsätze“ festgelegt, wie Deutschland vom Nazismus befreit, Kriegsverbrecher, NS-Aktivisten und Mitglieder der unterschiedlichen NS-Organisationen behandelt werden sollten. Ein von den Amerikanern 1944 ausgearbeitetes Handbuch mit einer detaillierten Beschreibung aller Dienstränge und Funktionsbeschreibungen der NS-Parteigenossen und -Amtsträger half den Alliierten bei der Entscheidung, wer vorläufig festgesetzt, interniert oder bis zu einer Verfahrenseröffnung aus dem Dienst entlassen werden sollte. Da die französische Besatzungstruppen in der Struktur der Alliierten Streitkräfte organisatorisch der Sixth United States Army Group unterstellt waren, galten die amerikanischen Direktiven formal auch für die französische Militärverwaltung. Wie mit ehemaligen Funktionären und Kollaborateuren des NS-Regimes zu verfahren sei, war jedoch umstritten; ähnlich wie in Frankreich selbst. „Generell lässt sich sagen, dass die […] Franzosen weniger streng verfuhren und sich, anstatt auch den letzten denkbaren Missetäter enttarnen zu wollen, mehr auf die ‚schlimmsten Fälle‘ konzentrierten“. Wer entweder ab 1. Januar 1919 geboren war oder später kein nationalsozialistisch geprägtes Amt ausgeübt hatte, war automatisch entlastet. Ab Juli 1948 wurden mit der Verordnung 165 alle „einfachen“ Parteimitglieder als Mitläufer eingestuft. Nach Klaus Bölling verzichteten die Franzosen auf eine systematische Entnazifizierung, „da sie wohl der Meinung waren, dieser Versuch sei ohnehin hoffnungslos“.
Anders als in der britischen und amerikanischen Zone beteiligten die französischen Dienststellen bereits 1945 deutsche Antifaschisten und „unbelastete“ Bürger an den Entnazifizierungsverfahren. Dahinter stand eine besonders durch den Chef der zivilen Besatzungsverwaltung, dem ehemaligen Résistancekämpfer Émile Laffon, vertretene Überlegung, den „anderen Deutschen“, den von der Naziherrschaft benachteiligten und unterdrückten Bevölkerungsgruppen, als neuer Elite eine Verantwortung in dem Demokratisierungsprozess zu geben.
Christian Mergenthaler, bis 1945 württembergischer Ministerpräsident, und mehr als 800 weitere ehemalige Funktionäre der NSDAP wurden von der französischen Besatzungsmacht in einem Lager bei Balingen interniert und mit Zwangsarbeiten in Ölschieferbetrieben und Zementwerken beschäftigt. Nach Spruchkammerverfahren wurden diese Internierten bis Januar 1949 entlassen, meist als „minder belastet“. Umstritten war in der französischen Zone vor allem die Einstufung prominenter Industrieller aus Friedrichshafen: Trotz Protesten von Sozialisten und Gewerkschaftern blieben ehemalige Wehrwirtschaftsführer wie Claude Dornier, Karl Maybach und Hugo Eckener weitgehend unbehelligt, da sie Rüstungsgüter für Frankreich lieferten.
Bereits Ende 1945 wurde den französischen Militärbehörden der Wiederaufbau der Wirtschaft wichtiger als die umfassende Entnazifizierung. Der Einfluss der deutschen Instanzen wurde ab 1947 zunehmend stärker und die Anzahl rehabilitierter ehemaliger Nationalsozialisten stieg mit der Notwendigkeit, in den Verwaltungen und der Industrie wieder leistungsfähig werden zu wollen. Im Dezember 1949 wurden die letzten 12 Insassen des Internierungslagers Trier entlassen.

### Schule, Kirche, Kultur
Die Wiederaufnahme des Schulunterrichts wurde von der Militärregierung für den 1. Oktober 1945 angeordnet. In vielen Orten gab es bis 1948 Schwierigkeiten, einen regulären Lehrbetrieb durchzuführen, weil es nicht genügend Lehrkräfte gab. Fast 75 Prozent der deutschen Lehrer waren in der Mehrzahl Mitglieder der NSDAP oder einer verwandten Organisation gewesen. Sie waren daher entlassen, interniert oder nur befristet beschäftigt. Lehrbücher aus der Zeit des Nationalsozialismus durften nicht mehr verwendet werden. Neue Ausgaben wurden nur schleppend aufgelegt, da es zu wenig „unbelastete“ Autoren gab. Schulgebäude waren kriegsgeschädigt und nur eingeschränkt nutzbar oder von der Besatzung für den Eigenbedarf beschlagnahmt.
Kinder und Schüler, die besonders in den Städten an Unterernährung und mangelhafter Bekleidung litten, erhielten Hilfsspenden von internationalen, konfessionellen und weltlichen Hilfsorganisationen. Die US-Organisation CARE wurde mit ihren Paketen zum Sammelbegriff für willkommene Spenden. Weitgehend ist vergessen worden, dass aus dem Freistaat Irland, aus Schweden und der Schweiz, bereits im Dezember 1945 Spenden eintrafen. Die deutschen Behörden in der französischen Zone richteten – folgend einer Initiative der Bizonenverwaltung – ab Mai 1949 die kostenlose Schulspeisung ein.
In der Gestaltung der Schulformen und des Unterrichts sahen sich vor allem die katholischen Kirchen in den ersten Nachkriegsjahren als die politisch unverdächtige Institution, die ein legitimes Gestaltungsrecht hatte. Schulen, Unterricht und konfessionelle Ausrichtung sollten ihrer Vorstellung nach wieder auf den Stand der vornationalsozialistischen Zeit zurückversetzt werden. Grundlage gab hierzu das Reichskonkordat von 1933, das von den Franzosen anerkannt wurde, von deutscher Seite aber weitergehend ausgelegt wurde. Für Bekenntnis- gegen Simultanschule, Mehrheitsberücksichtigung der örtlichen Konfessionszugehörigkeit und entsprechender Lehrerbestellung, vier Wochenstunden Religionsunterricht, Geschlechtertrennung in der Oberstufe, mobilisierten die Kirchen Elternbeschlüsse und verfassten Protestschreiben, die sogar das französische Außenministerium beschäftigten.
Mit den Worten „Die geistige Haltung der Jugend aller Alterstufen ist verworren und undurchsichtig“ beklagte der christdemokratische (CDP) Ministerpräsident von Rheinland-Pfalz in seiner ersten Regierungserklärung 1946, die Schulsituation im neugegründeten Land Rheinland-Pfalz. Diese Feststellung konnte auch als Kritik an dem französischen Vorbild eines staatlich gelenkten, laizistischen Schulsystems verstanden werden, das die Franzosen auch für ihre Zone geeignet hielten. Eine Reformierung des deutschen Schulwesens war nach ihrer Auffassung die Voraussetzung für eine Erziehung der Jugend zur Demokratie, der Einfluss des Konfessionellen dagegen fördere die Intoleranz und die Spaltung der Gesellschaft. Die öffentlichen Volks-, Mittelschulen und Gymnasien wurden daher als interkonfessionelle Einrichtungen betrieben.
Die Schaffung überkonfessioneller Lehrerbildungsanstalten für die Grundstufen, war für die Militärverwaltung ein wichtiger Punkt in der Rééducation (Umerziehung) der Deutschen. Der katholische Bischof von Speyer z. B. erreichte nach energischen Protesten im Oktober 1946 die Zusage der Militärverwaltung zur Einrichtung auch katholischer Lehrerbildungsanstalten.
Widerspruch der Militärverwaltung gab es gegen den dringenden Wunsch der Kirche, eine Filmprüfstelle einzurichten und die Filmzensur zu verschärfen. Um Jugendliche zu „sittlichen Persönlichkeiten zu erziehen“, hatten kirchliche Stellen gegen die Aufhebung eines Jugendverbots von Filmvorführungen, wie z. B. der cineastischen Klassiker Die Feuerzangenbowle oder Der blaue Engel protestiert.
Ein Angebot kultureller Veranstaltungen und Unterhaltung gab bereits ab Herbst 1945 wieder Möglichkeiten zur Ablenkung von alltäglichen Existenznöten. Die Überlinger Kulturwoche im Oktober 1945 war, mit Unterstützung der Franzosen, eine der ersten Initiativen in der Zone, die Konzerte, Theateraufführungen und Ausstellungen veranstaltete. Die zügige Wiedereröffnung von Theater- und Lichtspielhäusern folgte auch dem Bedürfnis eines großen französischen Militär- und Zivilpersonenanteils in der Bevölkerung. Es wurden deutsche Filme gezeigt, die von der Zensur nicht beanstandet waren, und neueste französische Produktionen mit deutschen Untertiteln. Vorgeführt wurde anfänglich getrennt für Deutsche und Franzosen.
Die Notwendigkeit einer wissenschaftlichen Ausbildung zukünftiger Eliten verlangte, neben Freiburg und Tübingen in der Südzone, auch für die Nordzone eine Universität. Im Februar 1946 empfahl die Militärregierung eine Universitätsgründung in Mainz, die eine moderne Alternative zu den „preußischen“ Universitäten Bonn und Frankfurt sein könnte. Das Sommersemester 1946 begann mit 1900 Studenten in sechs Fachrichtungen. Universitätsgebäude war eine wenig beschädigte, ehemalige Luftwaffenkaserne.

### Eisenbahn
Die französische Besatzungsmacht übernahm die Teile der Reichsbahn und deren Direktionen, die in dem von ihr verwalteten Gebiet lagen. Es handelte sich um die Direktionen Karlsruhe, Mainz und Saarbrücken. Die Außengrenzen dieser Direktionen wurden denen der Besatzungszone angepasst. Die französische Militärverwaltung übte die Eisenbahnaufsicht zunächst durch das Détachement d’Occupation des Chemins de fer Français (DOCF) mit Sitz in Speyer aus. Die offizielle Änderung der Bezeichnung von Reichsbahn auf Deutsche Eisenbahnen der französisch besetzten Zone und Reichsbahndirektion in Eisenbahndirektion erfolgte im August 1946, wurde aber erst im Oktober bekanntgemacht.
Fahrkarten in andere Besatzungszonen durften nur ausgegeben werden, wenn Reisende einen entsprechenden Passierschein vorlegten. Insgesamt war auch der 1946 wieder laufende fahrplanmäßige Betrieb weiter von Engpässen und Improvisieren geprägt. Das Amtsblatt der Eisenbahndirektion Mainz stellte fest: „Es ist an der Zeit, wieder Ordnung in den Reiseverkehr zu bringen.“
Als zum 1. April 1947 das Saarprotektorat von Deutschland abgetrennt wurde, gab die Direktion Saarbrücken die von ihr verwalteten Strecken, die nicht im Saarprotektorat, sondern in der französischen Besatzungszone lagen, an die (erneut eingerichtete) Eisenbahndirektion Trier ab.
Zum 1. Juli 1947 wurde als gemeinsame Verwaltung der in der französischen Besatzungszone gelegenen Eisenbahnen die Betriebsvereinigung der Südwestdeutschen Eisenbahnen (SWDE) mit Sitz in Speyer gegründet. Sie ging endgültig 1952 in die Deutsche Bundesbahn über.

## Rundfunk
Der erste Rundfunksender der französischen Besatzungszone entstand in einer unzerstörten Koblenzer Kaserne und sendete ab dem 14. Oktober 1945. Ein Kurzwellensender „Südwestfunk“ (SWF) begann am 20. Oktober 1945 in Baden-Baden. 1946 folgten Sender in Freiburg, Kaiserslautern und Sigmaringen. In jeder Stationsansage wurde der Zusatz „ein Sender der Militärregierung“ gesprochen. Die Programme wurden zu Beginn unter Mitwirkung und Zensur der Militärregierung produziert. Sie veranlasste auch den Zusammenschluss der Sender mit Sitz des Hauptstudios in Baden-Baden. Bis 1947 wurden die Sendeanstalten ausgebaut und ihre kW-Leistungen verstärkt. Am 25. Januar 1947 wurde in Koblenz die erste deutsche Rundfunkausstellung nach 1939 eröffnet. Erstmals wurde der Öffentlichkeit ein „Schallaufnahme- und Wiedergabegerät“ per Bandaufzeichnung präsentiert.
Nach Gründung der Bundesrepublik gehörte die Sendeanstalt ab Juni 1950 zur neu gegründeten ARD, durch die Neugründung des Landes Baden-Württemberg 1952 existierten dann dort zwei ARD-Anstalten. Der SWF verlor 1998 seine Selbstständigkeit durch das Verschmelzen mit dem in der Amerikanischen Besatzungszone entstandenen SDR und die damit einhergehende Neugründung des Südwestrundfunks mit Sitz in Stuttgart.
Das Saarland bildete wegen des Vorhabens aus der unmittelbaren Nachkriegszeit, es in das französische Staatsgebiet zu integrieren (rattachement), eine Sonderzone innerhalb der französischen Besatzungszone, deshalb führte die Militärregierung 1945/46 außerhalb ihres offiziellen Senders in Baden-Baden den zunächst „Radio Sarrebruck“ genannten ehemaligen Reichssender Saarbrücken unter ihrer Ägide weiter, der dann als Radio Saarbrücken mit einem ausschließlich deutschsprachigen Programm auf Sendung ging. Als die Einverleibungspläne auf Druck der restlichen Alliierten aufgegeben werden mussten, behielt der Sender seine Unabhängigkeit vom SWF und erhielt am 31. Dezember 1947 einen eigenen vom Französischen Generalgouvernement eingesetzten Intendanten. Durch den historischen Sonderweg des Saarlandes als teilautonomes Staatsgebilde von 1949 bis 1956 existierte der Sender in der Landeshauptstadt Saarbrücken weiter, nach dem Beitritt des Saarlandes zur Bundesrepublik 1957 wurde aus „Radio Saarbrücken“ die bis heute selbstständige ARD-Anstalt Saarländischer Rundfunk.

## Presse
Im April 1945 hatten die letzten regionalen Zeitungen ihr Erscheinen eingestellt. Plakatanschläge und Ausrufer informierten ab dann die Bevölkerung über Anordnungen der Besatzung. Anfang August 1945 erschienen die ersten Presseerzeugnisse und beendeten eine mehrmonatige Phase der Informationslosigkeit und der Verbreitung von „Falschmeldungen, Gerüchtemachereien und Legendenbildungen“. In Rheinland-Hessen-Nassau, dem nordöstlichen Landesteil der Besatzungszone, erschien am 3. August 1945 in Bad Ems der Mittelrhein Kurier. Die Zeitung erschien dreimal wöchentlich mit einer Auflage von 300.000 Exemplaren. Die Mainzer Nachrichten und andere erschienen nur ein- oder zweimal wöchentlich und enthielten überwiegend amtliche Bekanntmachungen. Anfang 1946 war die Badische Illustrierte die erste Zeitschrift der französischen Zone. Die rationierte Zuteilung von Papier und fehlende Transportmöglichkeiten machten bis 1948 eine tägliche, planmäßige Zeitungsherstellung nicht möglich.

## Zitat zur Quellenlage
Zitat aus der Einleitung zu einer Bearbeitung von Dokumenten der französischen Besatzungszone für die Zeit vom März 1945 bis August 1949:

„Eine auf intensivem Aktenstudium basierende umfassende Darstellung der Anfangsjahre des Landes Rheinland-Pfalz liegt bislang nicht vor (…). So weisen die Akten der Staatskanzelei […] bemerkenswerte Lücken auf […] Protokolle der Ministerpräsidentenkonferenzen und die Besprechungen mit der franz. Besatzungsmacht sind nur lückenhaft überliefert […] zu Gesprächen zwischen Außenminister Schuman und Vertretern der Landesregierung finden sich keine Niederschriften […] Nur wenige Akten liegen vom Finanzministerium vor, wo eigentlich auch die Akten des ehemaligen Wiederaufbauministeriums zu suchen wären, die aber offensichtlich komplett vernichtet sind.“